# コプロテルモバクテル・プロテオリュティクス
コプロテルモバクテル・プロテオリュティクス（Coprothermobacter proteolyticus）は、好熱性の細菌である。以前はフィルミクテス門に所属していたが、2018年にこれをタイプとする独立門が提案された。
1985年に皮なめし廃棄物と牛糞の発酵消化槽から単離された。1-6μmほどのグラム陰性非運動性の桿菌で、嫌気性条件下糖類やタンパク質を発酵して増殖する。増殖温度は35-75℃（最適63℃）の好熱菌である。当初はThermobacteroides proteolyticusとされていたが、1993年にCoprothermobacter属が新設された。1998年にはメタン発酵槽から類似する細菌が見つかり、同属のCoprothermobacter platensisとして記載されている。長くフィルミクテス門のクロストリジウム綱に入れられていたが、2018年に16S rRNA系統解析や全ゲノム配列に基づき、コプロテルモバクテル綱コプロテルモバクテル目コプロテルモバクテル科コプロテルモバクテル属が新設され、コプロテルモバクテル門も提案された。
この属の細菌は、有機物を分解する際、メタン菌の基質である水素と二酸化炭素を代謝産物として生成する為、中温域以上で運転するメタン発酵槽内で重要である。